# Coelichneumon abnormis
Coelichneumon abnormis là một loài tò vò trong họ Ichneumonidae.